# Eriogonum austrinum
Eriogonum austrinum är en slideväxtart som först beskrevs av S. G. Stokes, och fick sitt nu gällande namn av James Lauritz Reveal. Eriogonum austrinum ingår i släktet Eriogonum och familjen slideväxter. Inga underarter finns listade i Catalogue of Life.